# Acropyga jiangxiensis
Acropyga jiangxiensis é uma espécie de formiga do gênero Acropyga, pertencente à subfamília Formicinae.